# Dimetyldikarbonat
Dimetyldikarbonat (DMDC, summaformel C4H6O5) är en ester som i ren form är en färglös vätska med stark doft. Det används främst som ett dryckeskonserveringsmedel, processhjälpmedel eller steriliseringsmedel (INS nr. 242) vara mycket aktiv mot typiska dryckesförstörande mikroorganismer som jäst, bakterier eller mögel.

## Användning
Dimetyldikarbonat används för att stabilisera drycker genom att förhindra mikrobiell förstörelse. Den kan användas i olika alkoholfria såväl som alkoholhaltiga drycker som vin, cider, ölblandade drycker eller hårda selters. Drycksförstörande mikrober dödas genom metoxikarbonylering av proteiner.
Det verkar genom att hämma enzymer som är involverade i den mikrobiella metabolismen, t.ex. acetatkinas och L-glutaminsyradekarboxylas. Det har också föreslagits att DMDC hämmar enzymerna alkoholdehydrogenas och glyceraldehyd 3-fosfatdehydrogenas genom att orsaka metoxikarbonylering av deras histidinkomponenter.
I vin används det ofta för att ersätta kaliumsorbat, eftersom det inaktiverar vinförstöringsjäst som Brettanomyces. När det har tillsatts drycker tillhandahålls kemikaliens effekt av följande reaktioner: 
DMDC + vatten → metanol + koldioxid
DMDC + etanol → etylmetylkarbonat
DMDC + ammoniak → metylkarbamat
DMDC + aminosyra → härledd karboximetyl
Tillämpningen av DMDC är särskilt användbar när vin behöver steriliseras men inte kan sterilfiltreras, pastöriseras eller svavelas. DMDC används också för att stabilisera alkoholfria drycker såsom kolsyrade eller ickekolsyrade juicedrycker, isotoniska sportdrycker, iste och smaksatt vatten.
DMDC tillsätts före fyllning av drycken. Det bryts sedan ner till små mängder metanol och koldioxid, som båda är naturliga beståndsdelar i frukt- och grönsaksjuicer.
EU:s vetenskapliga kommitté för livsmedel, FDA i USA och WHO:s JECFA har bekräftat säker användning i drycker. FDA godkände dess användning i viner 1988, med den högsta tillåtna halten satt till 200 mg/l, och endast om det fanns färre än 500 jästceller/ml vid tidpunkten för doseringen. Det är också godkänt i EU, där det är listat under E-nummer E242, samt Australien och Nya Zeeland.